# Michigan Air National Guard
La Michigan Air National Guard (MI ANG) est la force aérienne de l'État du Michigan. C'est, avec la Garde nationale de l'armée du Michigan, un élément de la garde nationale du Michigan (en). La garde nationale aérienne du Michigan est également une composante de la Réserve aérienne de l'US Air Force.
En tant que milice d’État, la garde nationale aérienne du Michigan n’appartient pas à la chaîne de commandement de l’armée de l’air américaine, à moins qu’elle ne soit fédéralisée. Elle dépend de la juridiction du gouverneur du Michigan par l’intermédiaire du bureau de l’Adjudant général du Michigan, à moins qu’elle ne soit fédéralisée par ordre du président des États-Unis. Le siège de la garde nationale aérienne du Michigan est situé dans l'enceinte du quartier général des forces, à Lansing, dans le Michigan. Son commandant est le brigadier général Leonard W. Isabelle Jr.

## Généralités
Les unités de la garde nationale aérienne du Michigan sont entraînées et équipées par l’armée de l’air et sont rapidement confiées à un grand commandement de l’US Air Force si elles sont fédéralisées. En outre, les forces de la garde nationale aérienne du Michigan sont affectées à des forces expéditionnaires aériennes et sont soumises à des ordres de déploiement, tout comme les forces aériennes régulières d'active et de réserve de l'US Air Force.
Parallèlement à leurs obligations en matière de réserves fédérales, les éléments de la garde nationale aérienne du Michigan, en tant qu’unités d’État, sont susceptibles d’être activés par ordre du gouverneur afin de protéger la vie et les biens, ainsi que de préserver la paix, l’ordre et la sécurité publique. Les missions des États comprennent les secours en cas de tremblement de terre, d’ouragan, d’inondations et de feux de forêt, de recherche et de sauvetage, de protection des services publics essentiels et de soutien à la défense civile.

## Composantes
La Michigan Air National Guard comprend les principales unités suivantes :
- 110th Attack Wing (en)

Crée le 16 septembre 1947 sous le nom de 172d Air Support Squadron (en)
Appareils : MQ-9 Reaper
Base : W. K. Kellogg Airport
Rattaché au Air Combat Command
L'escadron devait être équipé du C-27J Spartan, fabriqué par la société italienne Alenia Aermacchi. À l'époque, le C-27J était l'avion cargo le plus récent de l'inventaire des forces aériennes. Les missions du C-27 auraient compris l'appui direct des autres unités de l'armée, la sécurité intérieure, l'intervention en cas de catastrophe, l'évacuation médicale, ainsi que de nombreuses autres exigences fédérales et nationales. En raison de décisions politiques, l'arrivée du C-27 fut remplacée par celle du drone MQ-9 Reaper.
- 127th Wing

Crée le 7 mai 1926 sous le nom de 107th Observation Squadron;
Appareils : A-10 Thunderbolt II et KC-135T Stratotanker
Base : Selfridge Air National Guard Base (en)
Rattaché au Air Combat Command et au Air Mobility Command
L'escadron est composé d'environ 1 700 aviateurs et exploite des KC-135 Stratotankers, qui fournissent une capacité mondiale de ravitaillement en vol en soutien au Air Mobility Command, et des A-10 Thunderbolt II, qui assurent la mission de soutien aérien rapproché en appui au Air Combat Command. L'escadron a également soutenu le Commandement des opérations spéciales de la Force aérienne par l'intermédiaire du 107th Weather Flight (inactif au 30 septembre 2017).
Unité de soutien :
- Alpena Combat Readiness Training Center (en)

Abrite le centre d'instruction au combat qui forme diverses unités de la garde nationale et de l'US Air Force.

## Historique
Les origines de la garde nationale aérienne du Michigan remontent au 107th Aero Squadron crée le 27 août 1917. Cet escadron a assemblé, entretenu et réparé des aéronefs pendant la Première Guerre mondiale. Il a été renommé en 801st Aero Squadron le 1er février 1918 et mis en sommeil après la fin de la guerre le 18 mars 1919.
Le Militia Act of 1903 (en) a établi le système actuel de la garde nationale, des unités constituées par les États mais financées par le gouvernement fédéral, prêtes à un service immédiat. Fédérées par l’ordre présidentiel, elles relèvent de la chaîne de commandement militaire régulière. Le 1er juin 1920, le National Guard Bureau (en) a publié la circulaire n°1 sur l'organisation des unités aériennes de la garde nationale.
Il a été reformé le 7 mai 1926 en tant que 107th Observation Squadron et constitue la plus ancienne unité de la garde nationale aérienne du Michigan. Il s'agit de l'un des 29 premiers escadrons d'observation des gardes nationales de l'armée des États-Unis. Le 116th Observation Squadron est mis en service actif le 15 octobre 1940 dans le cadre de la constitution du Army Air Corps avant l'entrée des États-Unis dans la Seconde Guerre mondiale.

### Seconde guerre mondiale
L'unité a de nouveau été réactivée le 15 octobre 1940 sous le nom de 107th Observation Squadron avec les avions d'observation Douglas O-38 et North American O-47. L'escadron a été envoyé sur l'aérodrome de Camp Beauregard, en Louisiane, pour y être entraîné à partir du 28 octobre 1940. En 1941, deux autres unités d'observation de la garde nationale se sont jointes à la 107e pour former le 67th Observation Group. Le 67ème groupe a effectué des patrouilles anti-sous-marins au large de la côte est des États-Unis de la mi-décembre 1941 à mars 1942, date à laquelle il est rentré en Louisiane pour suivre une formation sur avions de combat.
Conformément à la politique du département de la guerre, de nombreuses unités de la garde nationale du Michigan ont été détachées de leurs anciennes organisations et rattachées à d'autres unités. C'est le cas du 107th Observation Squadron, entré en service dans la 32nd Division. L'escadron a ensuite été rattaché au 67th Fighter Reconnaissance Group et a rendu des services exceptionnels lors de la campagne européenne.
Le 67th Group a été envoyé à Membury, en Angleterre, en août 1942 et fut doté de Spitfire Mk V et de Tiger Moths pendant un an avant d'être équipé du F-6A Mustang. Le 107ème est devenu le premier escadron de reconnaissance photographique opérationnel en Europe du Nord. Avant le débarquement de Normandie en juin 1944, les pilotes du 107th Tactical Reconnaissance Squadron de la garde nationale du Michigan effectuaient des missions photographiques en préparation du jour J. Les pilotes de l'escadron ont effectué 384 missions dans le cadre de la dangereuse tâche de cartographie photographique des côtes françaises avant le jour J. Miraculeusement, un seul avion a été abattu de décembre 1943 à juin 1944. Le lieutenant Donald E. Colton a été tué au combat dans les environs de Rouen, en France, le 9 mai 1944. Pour ses efforts au cours de cette période, le 107th a reçu la Presidential Unit Citation.
Assigné pour soutenir la première armée américaine pendant la campagne de Normandie, le 107e est devenu le premier escadron de reconnaissance à opérer à partir du sol français. L'escadron a effectué plus de 1 800 missions supplémentaires après mai 1944 et a participé à quatre campagnes après la Normandie.

### Réorganisation
Après leur service pendant la Seconde Guerre mondiale, toutes les unités de la garde nationale du Michigan ont été officiellement désactivées par l'armée. Les officiers et les hommes sont rentrés chez eux à titre individuel plutôt qu'avec leurs unités. La garde nationale du Michigan a de nouveau été contrainte d’entreprendre une réorganisation.

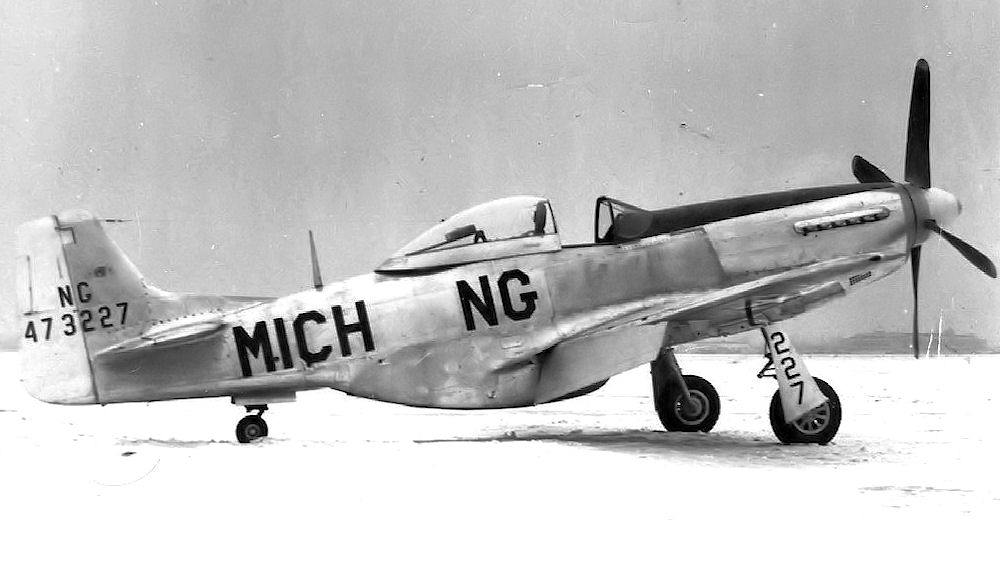
North American P-51D Mustang de la Michigan Air National Guard en 1946

Le 24 mai 1946, en réaction aux coupes budgétaires imposées par le président Harry S. Truman au budget militaire de l'après-guerre, l'armée de l'air américaine confia au Bureau de la garde nationale la gestion des unités inactives pour la formation d'une garde nationale. Ces unités ont été attribuées et transférées à divers bureaux de la garde nationale d’État afin de les rétablir en tant qu’unités de la garde nationale aérienne.
Le gouverneur accepta officiellement les troupes attribuées au Michigan par l'autorité de défense nationale le 31 mai 1946. Cette attribution comprenait 228 unités (y compris 16 unités de la garde nationale aérienne) composées de 24 795 hommes. Cette force n’a toutefois pas été atteinte, le Département de la guerre des États-Unis ayant immédiatement commencé à réduire ses plans.
Dans la mesure du possible, des unités ont été attribuées aux communautés du Michigan qui avaient précédemment parrainé des unités de la garde nationale et où des installations étaient disponibles. La priorité initiale a été donnée à l’organisation du quartier général de l’État, de la 46th Infantry Division et des unités de la garde nationale aérienne. Le 29 septembre 1946, les premières unités d'après-guerre de la garde nationale du Michigan sont activées. Le 18 septembre 1947, cependant, est considéré comme la naissance officielle de la garde nationale aérienne du Michigan, parallèlement à la création de la United States Air Force en tant que branche distincte de l'armée des États-Unis en vertu de la loi sur la sécurité nationale.
Des efforts organisationnels intenses se sont poursuivis au cours des deux prochaines suivantes. Le 30 juin 1948, l'adjudant général a informé le gouverneur que 94% des unités de première priorité avaient été organisées et reconnues par le gouvernement fédéral. Au total, 121 unités (dont 15 unités de la garde aérienne) avaient été organisées dans 40 communautés, avec un effectif de 8 818 officiers et enrôlées.

### Guerre de Corée
La deuxième mobilisation des États-Unis en une décennie a été déclenchée par l'invasion de la Corée du Sud le 25 juin 1950. Vingt-six unités de l'armée et de la garde nationale aérienne du Michigan ont été appelées au service militaire actif pendant la guerre de Corée. Les effectifs de ces unités comptaient 2 742 officiers et hommes. Les trois escadrons de la 127th Fighter Wing de la garde nationale aérienne du Michigan ont été fédéralisés en 1951. Deux escadrons étaient stationnés sur la Luke Air Force Base, en Arizona. L'escadron Battle Creek a été affecté sur la Selfridge Air National Guard Base (en). Les dernières unités de l’armée du Michigan et de la garde nationale aérienne du Michigan ont servi aux États-Unis, mais certains de leurs officiers et hommes ont été mutés dans des unités qui ont finalement été en service en Corée. À l'exception de ceux qui ont choisi de rester en service actif, la plupart des gardes du Michigan ont terminé leur service à la fin du printemps ou de l'été 1952 et sont rentrés chez eux.

### Années 1990
Lorsque les tensions ont commencé à atteindre le point de rupture avec les réfugiés du Kosovo expulsés de leurs foyers en Yougoslavie, en 1997, la 110th Fighter Wing a participé à l'opération Deny Flight en 1997. Rejoignant d'autres unités A-10 "Thunderbolt" appartenant à des gardes nationales. Les membres de la garde nationale aérienne du Michigan constituaient le 104th Expeditionary Operations Group, déployé entre la mi-mai et le début juillet 1997. En 1996, des équipages et des agents de maintenance de l'élément de transport aérien de la 127th Fighter Wing furent déployés en Allemagne sur une période de deux mois pour effectuer des missions de soutien en Bosnie dans le cadre de l'opération Joint Endeavour.
Les chasseurs de l’escadron ont emmené leurs F-16 à Singapour pour des exercices d’entraînement avec la Singapore Air Force, puis à Hawaii pour participer à RIMPAC '96, un exercice maritime multinational.
Des éléments de la garde nationale du Michigan ont été parmi les derniers à servir dans des installations militaires américaines au Panama avant la restitution des installations à la République de Panama. Le 171st Airlift Squadron de la 127th Wing est la dernière unité de la garde nationale aérienne à effectuer des missions depuis la base aérienne Howard au Panama. Des membres des 1775th et 46th Military Police Companies ont assuré les services de maintien de l'ordre et la sécurité après la fermeture de Fort Clayton (Panama).

### Guerre contre le terrorisme
Les F-16 de la garde nationale aérienne du Michigan ont décollé quelques heures seulement après les attaques terroristes contre les tours du World Trade Center et le Pentagone pour effectuer des patrouilles aériennes de combat au-dessus des villes du Michigan. La 110th Fighter Wing déploya des avions de combat A-10 en Irak et en Afghanistan, appuyant les opérations Iraqi Freedom et Enduring Freedom.